# آنتونی ویلر
آنتونی ویلر (انگلیسی: Anthony Veiller؛ ۲۳ ژوئن ۱۹۰۳ – ۲۷ ژوئن ۱۹۶۵) یک فیلم‌نامه‌نویس اهل ایالات متحده آمریکا بود. وی بین سال‌های ۱۹۳۴ تا ۱۹۶۴ میلادی فعالیت می‌کرد.

## فیلم‌شناسی
- The Witching Hour (۱۹۳۴)
- Menace (۱۹۳۴)
- The Notorious Sophie Lang (۱۹۳۴)
- یالنا (۱۹۳۵)
- Break of Hearts (۱۹۳۵)
- Star of Midnight (۱۹۳۵)
- Seven Keys to Baldpate (۱۹۳۵)
- The Ex-Mrs. Bradford (۱۹۳۶)
- The Lady Consents (۱۹۳۶)
- Winterset (۱۹۳۶)
- A Woman Rebels (۱۹۳۶)
- Swing Time (۱936) (contributing writer – uncredited)
- سرباز و بانو (۱۹۳۷)
- در صحنه (۱۹۳۷)
- Radio City Revels (۱۹۳۸)
- Gunga Din (۱939) (contributing writer – uncredited)
- Disputed Passage (۱۹۳۹)
- Let Us Live (۱۹۳۹)
- Typhoon (۱۹۴۰)
- Her Cardboard Lover (۱۹۴۲)
- Why We Fight: Prelude to War (۱۹۴۲)
- Why We Fight: The Nazis Strike (۱۹۴۳)
- Why We Fight: The Battle of Britain (۱۹۴۳) (فقط دستیار کارگردان)
- Why We Fight: The Battle of Russia (۱۹۴۳)
- Assignment in Brittany (۱۹۴۳)
- پیروزی تونسی‌ها (documentary) (۱۹۴۴)
- ماجراجویی (۱۹۴۵)
- War Comes to America (۱۹۴۵)
- Two Down and One to Go (۱۹۴۵)
- Here is Germany (۱۹۴۵)
- آدمکش‌ها (۱۹۴۶)
- غریبه (۱۹۴۶)
- State of the Union (۱۹۴۸) (و تهیه‌کننده)
- مولن روژ (۱۹۵۲)
- Red Planet Mars (۱۹۵۲) (و دستیار تهیه‌کننده)
- شیطان را بران (۱۹۵۳) (screenplay collaboration – uncredited)
- بانو (۱۹۵۵)
- سفری (۱۹۵۶)
- Monkey on My Back (۱۹۵۷)
- Timbuktu (۱۹۵۹)
- سلیمان و سبا (۱۹۵۹) (و کارگردان)
- فهرست آدریان مسنجر (۱۹۶۳)
- The Night of the Iguana (۱۹۶۴)